# Léon Felipe
Léon Felipe (Tábara, 1884 – Città del Messico, 1968) è stato un poeta spagnolo.
Fin da giovane si dedicò al teatro, come attore, e viaggiò per tutta la Spagna; più tardi, dopo aver pubblicato le sue prime poesie, iniziò un lungo viaggio per il mondo: visitò gli Stati Uniti, il Messico, la Guinea, ecc.
Durante la guerra civile spagnola parteggiò per la repubblica contro Franco; dopo la vittoria di quest'ultimo fu costretto all'esilio.
Poeta eccentrico, che amava definirsi "maledetto", visse in un casolare isolato nella completa solitudine. La sua natura, alla Whitman, trovò materia di predicazione dapprima nella sua disposizione all'avventura, poi nel biasimo contro la Spagna arretrata del crudele Francisco Franco. Dopo l'esilio, visse invece da depresso e scontento.

## Opere
- Versos y oraciones de caminante (1920)
- Versos y oraciones de caminante vol.2 (1930)
- Antologia spezzata (1947)
- Poesie (1963)